# Le Déserteur (chanson)
Pour les articles homonymes, voir Le Déserteur.
Pistes de Chansons "possibles" et "impossibles"
J'suis snob La Complainte du progrès
Le Déserteur est une chanson écrite par Boris Vian en février 1954 (lors de la guerre d'Indochine), composée avec Harold B. Berg et enregistrée dans sa forme définitive l'année suivante. Son antimilitarisme a provoqué beaucoup de polémiques.

## Contenu
Le texte est composé de 12 quatrains en hexasyllabes (six syllabes).
Il s’agit d’une lettre adressée à « Monsieur le Président » par un homme ayant reçu un ordre de mobilisation en raison d’un conflit armé. L’homme y explique qu’il ne souhaite pas partir à la guerre, et justifie sa décision par les décès survenus dans sa famille proche à cause de la guerre, et par le fait qu'il ne veut pas « tuer de pauvres gens ». Il révèle son intention de déserter pour vivre de mendicité tout en incitant les passants à suivre son exemple.

## Interprétations
À l'origine, il s'agit d'un poème dont la première interprétation a été diffusée en mai 1954, par Mouloudji dans la version pacifiste.

À l'exception de Mouloudji, tous les artistes sollicités se sont désistés lors de sa première édition. Mouloudji a d'abord demandé à Boris Vian de modifier certaines paroles, parce qu'il souhaitait généraliser le message. Ainsi, « Monsieur le Président » est remplacé par « Messieurs qu'on nomme grands » ; « ma décision est prise, je m'en vais déserter » est remplacé par « les guerres sont des bêtises, le monde en a assez », etc. De plus, Mouloudji n'imagine pas un pacifiste ayant un fusil. En effet, la chute initiale prévoyait que « Si vous me poursuivez, prévenez vos gendarmes Que je tiendrai une arme et que je sais tirer ». 

« Il est gêné par cette chute, par cet homme qui s'apprête à tuer pour ne pas aller à la guerre. La fin est contradictoire. Ensemble, Boris et Mouloudji composent le dernier quatrain : Si vous me poursuivez, Prévenez vos gendarmes, Que je n'aurai pas d'armes, Et qu'ils pourront tirer. »

## Diffusion
Mouloudji ajoute cette dernière à son programme de concert le 7 mai 1954, jour de la défaite décisive de la guerre d'Indochine, mais en modifiant la fin, qui parlait de « je sais tirer » (sur les gendarmes), remplacée par « ils pourront tirer »,.
Le 14 mai 1954 Mouloudji enregistre la version pacifiste de la chanson sur un disque 78 tours de marque Philips, mais le Comité d'Écoute Radiophonique interdit sa diffusion, tandis que le maire de Dinard, Yves Verney, envoie des manifestants perturber sa tournée.
Le 11 octobre 1954 Mouloudji la chante à la radio sur Paris Inter dans l’émission « Casino du lundi ».
Le 12 février 1955 Boris Vian l’interprète pour la première fois en public dans son tour de chant au théâtre de chansonniers Les Trois Baudets.
En avril 1955, la chanson est enregistrée par Boris Vian au format 45 tours avec ses paroles définitives sur un disque intitulé Chansons impossibles, avec Les Joyeux Bouchers, Le Petit Commerce et La Java des bombes atomiques. Quelques semaines plus tard, ce 45 T est réuni avec celui intitulé Chansons possibles pour former un 33 tours, signe d'une certaine reconnaissance. Toutefois, les ventes de ces disques ne sont estimées initialement qu'à moins de 500 exemplaires. Philips ne procède par la suite à aucun retirage, sans doute en raison de la réputation sulfureuse de Boris Vian liée à sa chanson Le Déserteur. Des copies illégales circulent donc rapidement.

## Contexte

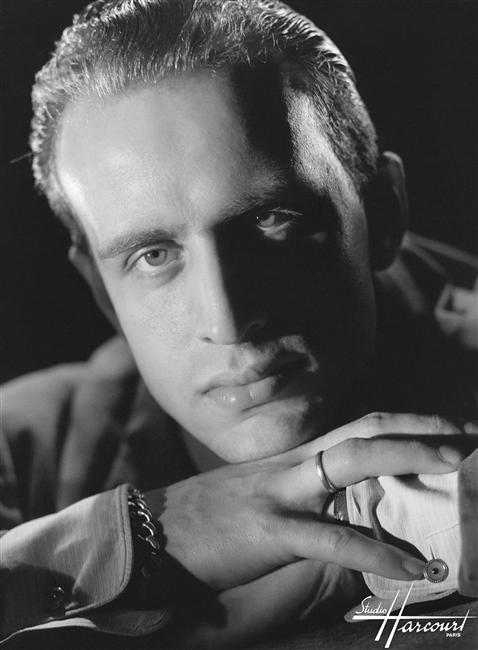
Boris Vian.

Boris Vian a publié sa chanson en 1954 à la fin de la guerre d'Indochine (1946-1954) alors que la contre-offensive française face aux troupes du général Võ Nguyên Giáp conduit à la défaite française de Ðiện Biên Phủ où 1 500 soldats français sont tués. Pierre Mendès France doit ouvrir des négociations qui conduisent aux accords de Genève, signés le 21 juillet 1954. Le Viêt nam, le Laos et le Cambodge deviennent indépendants. Puis en novembre 1954, la Toussaint rouge marque le début de la guerre d'Algérie (1954-1962). À noter que seule cette guerre vit enrôler des conscrits, la guerre dite d’Indochine ne comptant que des militaires professionnels et des volontaires.
Cette guerre d'Indochine, qui ne s'achèvera que trois mois après l'écriture du texte, est mal acceptée et comprise par une partie importante de l'opinion publique, après avoir été contestée avec virulence par la grève des dockers de 1949-1950 en France.
En 1953, une première chanson contestataire Quand un soldat, datée de 1952, chantée par Yves Montand et écrite par Francis Lemarque est interdite de diffusion à la radio,,. Les affaires Henri Martin et Raymonde Dien font scandale.

## Censure
Peu après sa sortie, la chanson est interdite de diffusion à la radio pour « antipatriotisme », notamment à cause de son dernier couplet. Paul Faber, conseiller municipal de la Seine, avait été choqué par le passage à la radio de cette chanson, et avait demandé qu'elle soit censurée en janvier 1955. En guise de réponse, Boris Vian écrit une mémorable « Lettre ouverte à Monsieur Paul Faber » qu'il adresse pour diffusion à France Dimanche ; toutefois cette lettre n'est publiée qu'à titre posthume,. En 1958, la radiodiffusion et la vente de ce chant antimilitariste furent interdites, Boris Vian se voyant, de plus, refuser par son éditeur la partition de la première version de la chanson. L'interdiction fut levée en 1962, après la guerre d'Algérie.
Dans les années 1965-1970, pendant la guerre du Viêt Nam, la chanson a été utilisée pendant des marches pacifistes et interprétée par Joan Baez et Peter, Paul and Mary. En 1991, elle a également été utilisée durant des manifestations contre l’intervention occidentale dans la guerre du Golfe. Renaud adapte (une seconde fois), la chanson qu'il publie dans L'Idiot international le 9 janvier 1991. En conséquence, la chanson pacifiste est inscrite sur la liste de proscription des radios.
Mais le sujet reste brûlant : une directrice des écoles à Montluçon, Mme Pinon, fut suspendue à vie de toute direction d’établissement pour l'avoir fait chanter à deux élèves le 8 mai 1999 pour commémorer la capitulation allemande du 8 mai 1945 ; cependant, la décision fut jugée disproportionnée par la ministre déléguée à l’enseignement scolaire et la directrice fut finalement réintégrée par sa hiérarchie.

## Reprises et adaptations

### Reprises
La chanson a, notamment été interprétée ensuite par : Serge Reggiani, Juliette Gréco, Richard Anthony, Eddy Mitchell, Dan Bigras, Maxime Le Forestier, Ferhat Mehenni, Leny Escudero, Dédé Fortin, Joan Baez, Hugues Aufray, Marc Lavoine, Jen Roger… (voir liste des interprètes de la chanson).

### Adaptations
Luigi Tenco, Ornella Vanoni, Marc Robine, Ivano Fossati et Renzo Gallo (it), ainsi que Les Sunlights l'ont traduite ou adaptée. En 1964, l'artiste néerlandais Peter Blanker (nl) enregistre une version néerlandophone, De déserteur. En 1978 pour sa cassette Danĝera Ul', Jacques Le Puil traduit cette chanson en espéranto. En 2013 pour son album Ĉiamen plu, le groupe La Perdita Generacio adapte cette chanson en espéranto sous l'intitulé : La dizertanto.
Peter, Paul and Mary la chantèrent, aux États-Unis, au début de la guerre du Viêt Nam.
En 2022, à la suite de la mobilisation russe dans le cadre de la guerre russo-ukrainienne, Benjamin Sire réadapte la chanson en la traduisant en russe et la fait chanter par l'artiste ukrainienne Daria Nelson.

## Réception et postérité
En 1967, Jean Ferrat enregistre Pauvre Boris (album Maria). La chanson se veut un hommage à l'auteur du Déserteur et ironise sur le fait que sa chanson hier honnie, est aujourd'hui un tube lorsqu'elle est chantée par Richard Anthony :
« […] l'autre jour on a bien ri

Il paraît que Le déserteur

Est un des grands succès de l'heure

Quand c'est chanté par Anthony

[…]

Voilà quinze ans qu'en Indochine

La France se déshonorait

Et l'on te traitait de vermine

De dire que tu n'irais jamais

Si tu les vois sur leurs guitares

Ajuster tes petits couplets

Avec quinze années de retard

Ce que tu dois en rigoler

Pauvre Boris »
(Texte Jean Ferrat, extrait)
En 1983, Renaud enregistre, sous le titre Déserteur, une nouvelle version de la chanson de Vian, avec des paroles réactualisées (album Morgane de toi). Si Renaud conserve à l'original son côté antimilitariste, il élargit également le thème en lui donnant un côté baba cool.
En 2022, au cours de la crise diplomatique russo-ukrainienne de 2021-2022 qui précède l'invasion de l'Ukraine par la Russie, Denis Kataev, scénariste russe et présentateur de télévision, lit un extrait du Déserteur au cours des Golden Eagle Awards, équivalents russes des Oscars. Un mois plus tard, il quitte la Russie pour garder sa liberté d'expression.